# Portsmouth Football Club 1949-1950
Questa voce raccoglie le informazioni riguardanti il Portsmouth Football Club nelle competizioni ufficiali della stagione 1949-1950.

## Stagione
Nella stagione 1949-1950 il Portsmouth Football Club vinse il suo secondo titolo nazionale. Vince anche la Charity Shield per la prima volta (in condivisione con il Wolverhampton essendo la partita finità in parità). In FA Cup si ferma al quinto turno, venendo eliminata dal Manchester Utd.

## Rosa
| N. |                        | Ruolo | Calciatore            |
| -- | ---------------------- | ----- | --------------------- |
|    | Inghilterra (bandiera) | P     | Ernie Butler          |
|    | Inghilterra (bandiera) | D     | Harry Ferrier         |
|    | Inghilterra (bandiera) | D     | Billy Hindmarsh       |
|    | Inghilterra (bandiera) | D     | Phil Rookes           |
|    | Scozia (bandiera)      | D     | Jimmy Stephen         |
|    | Inghilterra (bandiera) | D     | Jasper Yeuell         |
|    | Inghilterra (bandiera) | C     | Ron Bennett           |
|    | Scozia (bandiera)      | C     | Jimmy Elder           |
|    | Scozia (bandiera)      | C     | Jimmy Dawson          |
|    | Giamaica (bandiera)    | C     | Lindy Delapenha       |
|    | Inghilterra (bandiera) | C     | Jimmy Dickinson       |
|    | Inghilterra (bandiera) | C     | Reg Flewin (capitano) |
|    | Inghilterra (bandiera) | C     | Jack Froggatt         |

| N. |                        | Ruolo | Calciatore    |
| -- | ---------------------- | ----- | ------------- |
|    | Scozia (bandiera)      | C     | Jimmy Scoular |
|    | Inghilterra (bandiera) | C     | Peter Harris  |
|    | Inghilterra (bandiera) | C     | Cliff Parker  |
|    | Inghilterra (bandiera) | C     | Bill Spence   |
|    | Scozia (bandiera)      | C     | Bill Thompson |
|    | Inghilterra (bandiera) | A     | Bert Barlow   |
|    | Inghilterra (bandiera) | A     | Ike Clarke    |
|    | Svezia (bandiera)      | A     | Dan Ekner     |
|    | Inghilterra (bandiera) | A     | Peter Higham  |
|    | Inghilterra (bandiera) | A     | Len Phillips  |
|    | Inghilterra (bandiera) | A     | Reg Pickett   |
|    | Scozia (bandiera)      | A     | Duggie Reid   |

## Risultati

### FA Cup
| Portsmouth 7 gennaio 1950 Terzo turno | Portsmouth | 1 – 1 | Norwich City |  |

| Norwich 12 gennaio 1950 Terzo turno - replay | Norwich City | 0 – 2 | Portsmouth |  |

| Portsmouth 28 gennaio 1950 Quarto turno | Portsmouth | 5 – 0 | Grimsby Town |  |

| Manchester 11 febbraio 1950 Quinto turno | Manchester Utd | 3 – 3 | Portsmouth |  |

| Portsmouth 15 febbraio 1950 Quinto turno - replay | Portsmouth | 1 – 3 | Manchester Utd |  |

### Charity Shield
| Londra 19 ottobre 1949                                         | Portsmouth | 1 – 1 referto       | Wolverhampton | Highbury (35 140 spett.) |
| \| \| \| \| \| Reid 30’ \| Marcatori \| 65’ (rig.) Hancocks \| |            |                     |               |                          |
|                                                                |            |                     |               |                          |
| Reid 30’                                                       | Marcatori  | 65’ (rig.) Hancocks |               |                          |

## Statistiche

### Statistiche dei giocatori
| Giocatore    | First Division | First Division | FA Cup   | FA Cup | Charity Shield | Charity Shield | Totale   | Totale |
| Giocatore    | Presenze       | Reti           | Presenze | Reti   | Presenze       | Reti           | Presenze | Reti   |
| ------------ | -------------- | -------------- | -------- | ------ | -------------- | -------------- | -------- | ------ |
| B. Barlow    | 2              | 1              | 0        | 0      | 1              | 0              | 3        | 1      |
| R. Bennett   | 2              | 1              | 0        | 0      | 0              | 0              | 2        | 1      |
| E. Butler    | 42             | 0              | 5        | 0      | 1              | 0              | 48       | 0      |
| I. Clarke    | 37             | 17             | 5        | 3      | 1              | 0              | 43       | 20     |
| J. Dawson    | 1              | 0              | 0        | 0      | 0              | 0              | 1        | 0      |
| L. Delapenha | 5              | 0              | 1        | 1      | 0              | 0              | 6        | 1      |
| J. Dickinson | 40             | 0              | 5        | 0      | 1              | 0              | 46       | 0      |
| D. Ekner     | 5              | 0              | 0        | 0      | 0              | 0              | 5        | 0      |
| J. Elder     | 1              | 0              | 0        | 0      | 0              | 0              | 1        | 0      |
| H. Ferrier   | 42             | 0              | 5        | 1      | 1              | 0              | 48       | 1      |
| R. Flewin    | 24             | 0              | 5        | 0      | 0              | 0              | 29       | 0      |
| J. Froggatt  | 39             | 14             | 4        | 2      | 1              | 0              | 44       | 16     |
| P. Harris    | 40             | 16             | 4        | 1      | 1              | 0              | 45       | 17     |
| P. Higham    | 1              | 0              | 0        | 0      | 0              | 0              | 1        | 0      |
| B. Hindmarsh | 34             | 0              | 5        | 0      | 1              | 0              | 40       | 0      |
| C. Parker    | 3              | 0              | 3        | 1      | 0              | 0              | 6        | 1      |
| L. Phillips  | 34             | 5              | 5        | 1      | 0              | 0              | 39       | 6      |
| R. Pickett   | 14             | 1              | 1        | 0      | 0              | 0              | 15       | 1      |
| D. Reid      | 27             | 16             | 2        | 2      | 1              | 1              | 30       | 19     |
| P. Rookes    | 3              | 0              | 0        | 0      | 0              | 0              | 3        | 0      |
| J. Scoular   | 36             | 0              | 5        | 0      | 1              | 0              | 42       | 0      |
| B. Spence    | 16             | 0              | 0        | 0      | 0              | 0              | 16       | 0      |
| J. Stephen   | 1              | 0              | 0        | 0      | 0              | 0              | 1        | 0      |
| B. Thompson  | 9              | 2              | 0        | 0      | 1              | 0              | 10       | 2      |
| J. Yeuell    | 4              | 0              | 0        | 0      | 0              | 0              | 4        | 0      |